# Keith Woodall
Keith Eugene Woodall, född 4 augusti 1926 i Elmira, Ontario, död 17 maj 1981 i Halifax, Nova Scotia,  var en kanadensisk ishockeyspelare.
Han blev olympisk bronsmedaljör i ishockey vid vinterspelen 1956 i Cortina d'Ampezzo.